# 김남훈 (바둑 기사)
김남훈(金楠勳, 1984년 1월 2일 ~ )은 대한민국의 바둑 기사이다. 여동생은 쇼트트랙 국가대표인 김민정이다.

## 약력
광주광역시 출신으로 충암도장에서 바둑을 배웠다. 2013년 영화 스톤에 특별 출연했고, 2014년 제133회 일반입단대회를 통해 입단했다. 2015년 이후 한국바둑 중,고등학교 교사로 있다. 2016년, 2015-16 olleh배 GIGA(棋加)찬 바둑열전과 2017년 제36회 KBS바둑왕전 본선에 진출했고 2018년 7월 2단으로 승단했다.